# Isabel González (cantante)
Isabel González Hernández (Santa Cruz de Tenerife, España; 18 de septiembre de 1974), más conocida por su nombre artístico Isabel González, es una [[cantante)),((compositora))((empresaria)),((pintora)),((escultora))(((modelo)) canaria reconocida principalmente por su amplio registro vocal y su potente interpretación del bolero y el folclore canario y latinoamericano.

## Biografía
Inició su carrera musical en la Agrupación Nieve y Lava en un ambiente familiar junto a su padres y familia. Ya en su niñez participaba en diferentes programas de televisión como Tenderete. Con tan solo 12 años también visitó países como Venezuela, actuando en los hogares canarios de Caracas y Santo Domingo.
A finales de los años 90 formó parte del grupo Millenium rindiendo homenaje a la música de los años 60,  70 y  80.
En 2002 apareció su primer trabajo discográfico Bolero. El sencillo de presentación «Bolero» le dio título al disco y rápidamente obtuvo amplia difusión en televisiones y emisoras de radio isleñas. Lo mismo sucedió con «Es mi madre», que se lanzó como segundo sencillo y se convirtió en una de las canciones más populares de la artista.
Este trabajo discográfico, que contó con la colaboración del grupo Achamán y su hermano Juan Luis González en los coros, Benito Cabrera al timple e Ignacio Borrego al requinto, supuso un antes y un después dentro del bolero en Canarias. En él versionó los clásicos «Adoro», «Contigo en la distancia» y la ranchera «Cuando yo quería ser grande». También incluyó el tema «Esclava de ti». Su padre Alberto González firmó autoría de las canciones «Bolero» y «No me equivoqué».
En 2004 siguiendo la línea de su primer trabajo publicó Ya te vas amor. Este segundo álbum incluyó boleros, tangos y baladas. El sencillo que da título al disco «Ya te vas amor» se transmitió habitualmente en las televisiones y emisoras del Archipiélago. 
Destacaron las canciones «Y volver a casa», «Así eres tú» y «Esta noche seré tuya», compuesta para ella por  Braulio, así como el dúo «Acudo a ti» junto al cantante Chago Melián. Entre las versiones están los temas «Nostalgia», «Puro Teatro» y «Madrigal» junto al grupo Los Gofiones. La mayoría de las canciones del álbum fueron compuestas por Alberto González.
En diciembre de 2007 bajo la producción de Lucas Rojas y con la colaboración de una veintena de artistas lanzó D’Origen, un trabajo en el que González hizo un recorrido por el repertorio folclórico latinoamericano a través del bolero, el chachachá, el vals peruano y el huapango. Así, se incluyen temas como «Alfonsina y el mar», «Galopera», «Lamento boricano» o «La Flor de la Canela». También destaca la interpretación del «Pasodoble», con letra de Alberto González, y la nueva versión de «Es mi madre».
Por ese entonces también participaba en el álbum de la agrupación Semillas de Canto. Es ella quien creó y dirigió a los niños solistas de entre siete y once años a los cuales les inculcó las raíces folclóricas canarias. En 2008 editaron su primer trabajo discográfico.
Entre 2010 y 2011 presentó el espectáculo Mujeres Canarias en homenaje al papel reivindicativo de la mujer canaria en la historia.
También creó la empresa Libélula Copydisc, especializada en la copia y digitalización, y participó asiduamente en programas televisivos con buena acogida.
En 2012 estrenó el espectáculo Para ti, mujer en el que le acompañaron una banda de seis músicos, un coro de cuatro componentes y un elenco de bailarines. Además contó con el actor José Luis de Madariaga para presentar los diferentes temas durante el espectáculo.
En 2014 volvió con el álbum Así soy yo. Durante ese verano lo presentó por Canarias. Este dio lugar a una nueva producción grabada en directo en el Teatro Leal de La Laguna en la que hizo un repaso por diferentes temas y estilos. 
De este espectáculo y trabajo discográfico cabe destacar el estilismo inspirado en la moda del siglo XVIII y las versiones de las canciones «Si la ves» y «El Triste».
En 2019 presentó el sencillo «Vale más» con su correspondiente gira por Canarias..
En 2019 también presenta y dirige un espectáculo titulado "el cabaret de los sueños" en el que fusiona a los tres cabaret más importantes el mundo ,el cabaret de New York ,el de Paris y el Cubano y los traslada a la actualidad dándole su propia visión.
Durante dos años "El cabaret de los sueños" compuesto por cincuenta artistas se convierte en el espectáculo más visitado por los turistas en las isla de Tenerife.  
En 2020 abre una sala de espectáculos, conciertos y eventos en Puerto de la Cruz,"Aicá Maragá" y desde allí también dirige hasta la actualidad, el espectáculo "Canarias 4 elementos"
Como cantante y empresaria, pero sobretodo como canaria, concibe este proyecto que de manera artística y didáctica, muestra a quien visita las Islas Canarias, todo lo que representa esta tierra.Canarias 4 elementos lo componen sesenta artistas y se convierte para Isabel en un reto que con la ayuda del fuego, la tierra, el agua y el aire ,consigue unir a la música, el teatro y la danza y lo que significa para nosotros, los canarios, los elementos que han dado vida a nuestra tierra.Ayudándose del elemento FUEGO representado en los volcanes, la creación de las Islas Canarias y sus primeros pobladores, los aborígenes guanches. Su ingeniosa vida, su adaptación al medio y como fueron conquistados.
Con el elemento TIERRA , intenta mostrar por un lado, lo más arraigado de nuestra cultura musical y nuestro folklore, en sus cantos y su bailes. Y por otro lado,homenajea a la tierra que nos dio sus frutos y a la que tuvieron que adaptarse los campesinos tiempo atrás.
En un tercer acto y ayudada del elemento AGUA, muestra lo que significó para muchos canarios la emigración a tierras Americanas, obligados por la pobreza y como miles de personas tuvieron que atravesar el Atlántico hasta aguas Caribeñas, para buscar una vida mejor.
Por último, en ese recorrido en la historia de las islas, el elemento AIRE, enseña como esos ritmos caribeños, se convirtieron en uno de los mayores exponentes turísticos de Canarias en el Carnaval de las islas de Tenerife y de Gran Canaria.
El espectáculo “Canarias 4 Elementos” se consolida como una apuesta fuerte y novedosa para la isla de Tenerife. Apostando por artistas de primera línea en todas sus vertientes, mostrando así nuestra cultura, nuestras tradiciones y nuestra historia y modo de vida. 
Canarias 4 elementos ha sido visitado en estos años por más quinientas mil personas de todos los lugares del mundo,por ser referente para los que visitan las Isla Canarias de la cultura,tradiciones y música de las islas .
En 2021 Crea varios espectáculos,"noches Chaladas" "Parranderos" "bambalinas" entre otros y continúa con sus numerosas actuaciones y la dirección de "Aicá Maragá"
En 2022 Participa en varios espectáculos entre los que destaca "Noches de Ronda" junto al grupo grancanario "los Gofiones"
que se presenta en el teatro Alñfredo Kraus de Las Palmas de Gran Canaria.
En 2023 Isabel prepara dos proyectos "Metanativo"“ en donde La inspiración, la osadía y un toque de locura...,son las  principales herramientas para la creación de su obra, tanto en los cuadros como en las esculturas. 
Isabel ,Busca en la pintura y la escultura  la fuente de su creatividad, la fuente de su manera de ver el mundo y el entorno que la rodea. 
Utiliza formas curvas, líneas rectas, colores suaves o atrevidos que se unen al destello del metal, siendo éste un elemento al que le da mucha importancia en su obra. La magia que desprende la plata, el oro, el cobre junto a los relieves,dan vía a esta obra.
El paisaje que la rodea entre lo urbano y lo rural, las materias naturales dan la mano a otras materias creadas por el hombre como parte de la evolución que sufre la propia sociedad.
Expone en el espacio cultural Doña Chana en La Orotava y en el Castillo San Felipe en Puerto de la Cruz.
También presenta "Universo Diverso"un proyecto multidisciplinar que nace con el firme propósito de divulgar y expresar de manera artística la diversidad sexual del ser humano y la libertad de sentirse y aceptarse en esta sociedad que debe construir ,debe avanzar y evolucionar al mismo tiempo que las necesidades de los que la componen. Heterosexuales, gays, bisexuales, lesbianas, intersexuales, transexuales, no binarios,son parte de un universo y en cada uno de ellos existe otro universo que de manera paralela lucha, sufre y busca el camino de su encuentro. 
Darle naturalidad a algo tan natural como la propia sexualidad es esencial, expresar de manera libre los gustos y la visión de tu persona y tu identidad para excarcelar los miedos y los prejuicios.Con este proyecto Isabel intenta demoler esos tabiques mentales que dificultan una mente más diáfana y abierta. Informar, normalizar y vivir en el respeto es responsabilidad nuestra y como billones de constelaciones existen, existen también las divergentes maneras de expresar y comunicar de manera artística algo tan terrenal y divino como es el amor.
En la actualidad Isabel Gonzalez,es empresaria de Aica Maraga s.l.u,dirige la sala "Aicá Maragá"en El Puerto de la Cruz,dirige el espectáculo "Canarias 4 elementos"y compagina sus actuaciones en directo por las islas con su exposiciones y creaciones que realiza en su taller, ubicado en el municipio de Tacoronte.

## Discografía

### Álbumes
- Bolero (2002)
- Ya te vas amor (2004)
- D'Origen (2009)
- Así soy yo (2014)